# 大栄住宅
大栄住宅株式会社（だいえいじゅうたく）は、かつて存在した愛知県の不動産会社・ハウスメーカー。

## 概要
基盤となる東海地方を中心に、関西・関東でも事業を展開。1980年代には“大栄プレタメゾン”として知名度を有していた。
- 注文住宅
  - ツーバイフォー工法（メゾンサージュE、メゾンE、ソーラーメゾン、エコメゾン、ソプラ3、ラジャータ1000）
  - 鉄筋コンクリート工法（プレタメゾンBC21）

- 分譲
  - 戸建住宅
  - リゾート（ニューパークひるが野）

## 沿革
- 1965年（昭和40年）3月 - 旧・大栄住宅株式会社設立。
- 1972年（昭和47年）6月 - 大栄ビルヂング株式会社設立。
- 1989年（平成元年）10月 - 大栄ビルヂングが旧・大栄住宅、大栄インダストリー、中央電気通信を吸収合併し、大栄住宅に社名変更。
- 2001年（平成13年）12月17日 - 名古屋地方裁判所に自己破産を申請。負債総額約100億円[1]。